# 卓玛拉康
卓玛拉康（藏語：སྒྲོལ་མ་ལྷ་ཁང，威利转写：sgrol ma lha khang），位于中國西藏自治区日喀则市吉隆县宗嘎镇，是一座藏传佛教宁玛派寺院。

## 历史
卓玛拉康，意为“仙女神殿”，位于吉隆县城南边，与曲德寺仅隔一墙，也处在下部阿里王城——贡塘王城遗址的中部。卓玛拉康原来很可能是贡塘王城中的一座殿堂。
西藏传统文献未明确记载卓玛拉康的历史。西藏人民出版社编辑出版的《藏文五种史料》中收录了藏族史学家噶托·仁增次旺诺罗的《吐蕃王室在阿里麦贡塘之世系源流明镜》一文，其中提到，吐蕃分裂后，吉隆属于吐蕃王室后裔建立的古格王国统治区，史书称其为 “下部阿里”，而将如今西藏自治区西部札达县境内的古格王国主体称为“上部阿里”。下部阿里的统治者是“阿里贡塘王朝”，建有一座王城“阿里贡塘王城”，王城遗址如今仍在吉隆县城边。该史料中还记载，大约在贡塘王朝第11代王朋德衮时期，在王城内兴建了一座神殿，史称该殿共有60根柱子的面积，有经堂及环廊；前庭为诵经场，共有36柱，柱座下面均为石龟承接，木柱上面有大、小斗拱。根据该史料记载的寺院位置、年代及建筑特征等方面推测，该寺院可能便是如今的卓玛拉康。
还有一种说法称，卓玛拉康始建于元朝至元十一年（1274年）。
1990年，文物普查小分队来到吉隆县，发现了卓玛拉康等重要文物建筑。2001年，卓玛拉康被列为第五批全国重点文物保护单位。21世纪初，西藏自治区文物局下拨经费给吉隆县，由吉隆县政府对卓玛拉康进行了维修，维修效果良好。
2015年4月25日，尼泊尔发生强烈地震，卓玛拉康未受明显影响。

## 建筑
卓玛拉康现存建筑坐北朝南，面阔8米，进深25米，殿内实际面积200多平方米。原为两层建筑，上层已经坍塌，底层建筑由门庭、中庭、后殿三部分组成。
门庭平面呈长方形，面阔14米，进深12米，面积168平方米。门庭的门道开在殿堂南面，宽2米，有两根门柱，门庭内放有一口用石条凿成的大水缸。当地传说该水缸是抵御入侵者时，卓玛拉康僧众专用来贮水。至于入侵者，当地人有的说是突厥人，有的说是蒙古准噶尔人，也有的说是廓尔喀人。传说中入侵者的不同，反映出吉隆在不同时期都是藏地的边关重镇。吉隆位于中国同尼泊尔的边境线上，历史上吐蕃王国、阿里古格王国与外界交流事，均曾利用该通道。
中庭位于门庭以北，平面呈长方形，有檐柱14根，面积140平方米，中央是一个露天小庭院，长6米，宽4米，庭院两侧各有配殿，内有宁玛派护法神像等壁画残迹，从黑红相间的颜色中可大致辨认出莲花生、释迦牟尼、度母等。据当地藏族民众称，因为卓玛拉康一度被用作堆放草料的仓库，方保存下一些壁画残迹，大部分壁画均已不复存在。
后殿即正殿，位于寺院最北，面阔14米，进深7米，共有立柱24柱，北壁东面及东壁原来绘有壁画，如今已无法辨识。
卓玛拉康的殿堂内有许多木雕。中庭的庭院檐柱四周及后殿的门樘与梁柱上，均雕有大量精美图案。中庭中央四柱的替木上，雕有一周护法狮子，狮子造型与拉萨大昭寺中央一层中心殿堂内的木狮相似，均为龇牙咧嘴，四肢卷伏，鬃毛倒竖。这些狮子分雄、雌，雄性狮子下身雕有凸出的阴茎。
卓玛拉康的中庭庭院檐柱的顶端穿插有月梁，月梁上的木雕是卷草及莲花纹样。檐柱下承接木柱，柱头上的十字形替木、下层垫木上，也雕有如意云头以及圆形的联珠纹样，木雕佛教八宝图案上遍施彩绘或以金粉勾填。
木梁架的阑额及普柏枋上，以卷草纹样分为两层空间，其中安放多尊小佛像。小佛像的衣饰及姿态各异，纹饰细腻繁缛。殿内木柱的斗部雕有人物形象，木斗下方的斜杀处雕有两重仰莲。每个栌斗中央雕有不同人物，有的是腰悬大刀的武士，武士形象明显与卫藏其他地区有区别，具有浓郁的北方草原文明的风格，让人联想起当地传说中的霍尔人及蒙古人；也有的是端坐的佛像或者菩萨像。在上述人物形象两侧，均雕有肥大的宝相花、卷叶纹等等。